# Ingrejil
Ingrejil è un sito archeologico in Brasile.
Il sito si trova su un altopiano della Serra das Almas, nel territorio di Livramento de Nossa Senhora, nello Stato di Bahia. Il sito è stato scoperto nel 1984 da Aurelio Abreu, vicepresidente del Sao Paulo Archaeology Institute. Si tratta dei resti di pietre tagliate nello stile della cultura Inca, anche se non è stata condotta nessuna indagine scientifica sul luogo.